# Vilayet de Syrie
1865–1918
Entités précédentes :
- Pachalik de Damas
- Pachalik de Tripoli

Entités suivantes :
- Territoires ennemis occupés

Le vilayet de Syrie (en turc ottoman : ولايت سوريه / Vilâyet-i Sûriye ; en turc moderne : Suriye Vilayeti ; en arabe : ولاية سوريا) était une division administrative (vilayet) de l'Empire ottoman, avec Damas pour capitale. Son territoire forme aujourd'hui la partie centrale de la Syrie, les autres régions ayant allouées à la Jordanie, au Liban, à Israël et à la Palestine. Créé en 1865, il sera rattaché en 1920 au royaume arabe de Syrie puis à la Syrie mandataire.

## Histoire

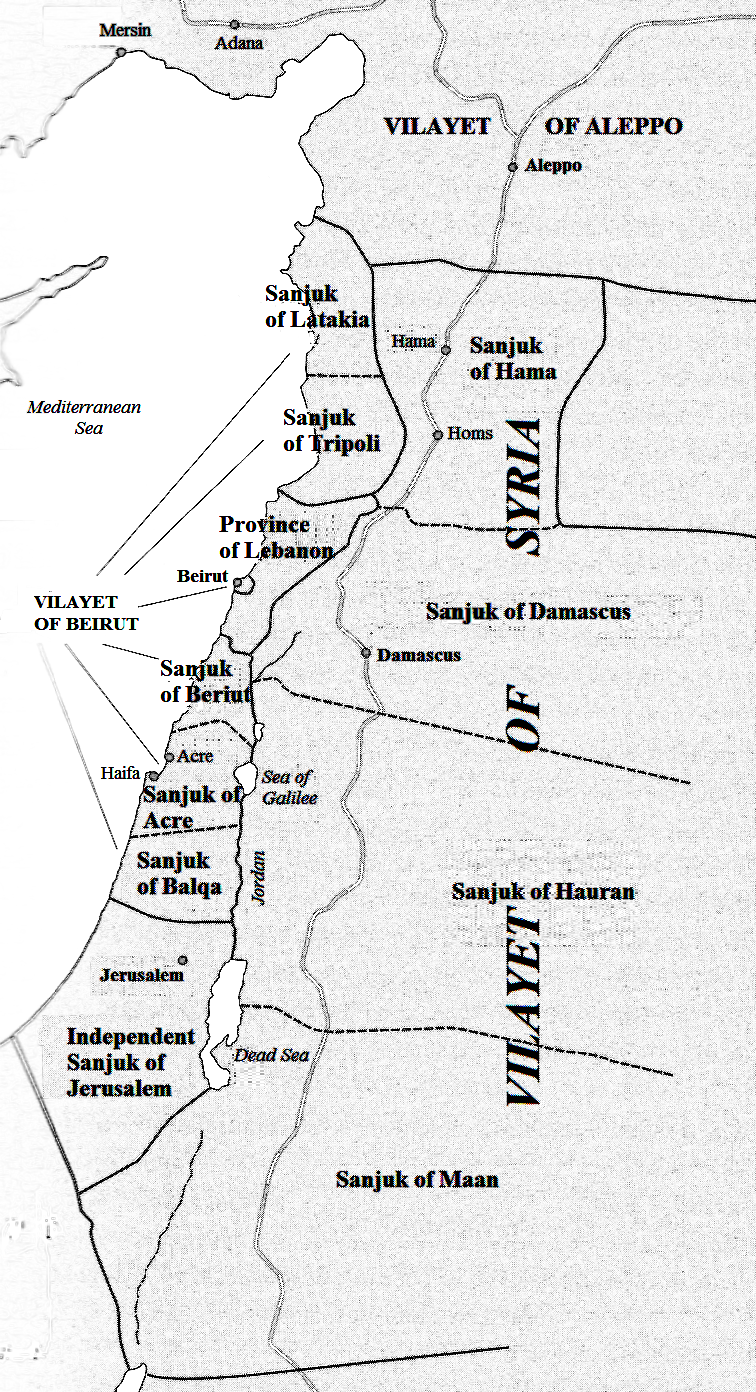
Carte du Levant ottoman vers 1914.

Le vilayet est une nouvelle structure administrative instaurée par les réformes du Tanzimat, remplaçant l'eyalet ou pachalik, créée en 1864 et appliquée en Syrie ottomane à partir de 1865. Le vilayet de Syrie réunit le pachalik de Damas et celui de Tripoli, parties centrales de la Syrie ottomane, conquise par Sélim Ier en 1516. Le moutassarifat de Jérusalem en est détaché et dépend directement de Constantinople tandis que le Mont-Liban constitue un moutassarifat autonome. En 1872, l'administration ottomane envisage de créer une nouvelle province autour de Ma'an mais le projet excède les faibles ressources fiscales de la région. En 1888, la région côtière est détachée pour former le vilayet de Beyrouth.
Au début du XXe siècle, le vilayet de Syrie a une superficie de 62 180 km2. Le recensement de 1885, publié en 1908, estime sa population à 1 000 000 d'habitants avec une large incertitude. Il comprend alors les quatre sandjaks de Damas, Hama, Hauran et Al-Karak.
À partir de 1895, la région est désenclavée par la construction du chemin de fer de Beyrouth à Damas prolongé plus tard au nord par le chemin de fer de Damas à Alep puis au sud par le chemin de fer du Hedjaz. Ce dernier est ouvert en 1908 pour conserver à Damas son rôle traditionnel de point de départ du pèlerinage de La Mecque.
La révolte du Hauran de 1910 oppose les Druzes au pouvoir ottoman. La répression incitera les Druzes à soutenir par la suite la révolte arabe de 1916-1918.
Pendant la Première Guerre mondiale en Orient, la Syrie souffre de la sécheresse et de la famine. Le gouverneur militaire ottoman Djemal Pacha fait pendre plusieurs dizaines de nationalistes arabes à Beyrouth et Damas.
Les accords Sykes-Picot, signés en secret en 1916, prévoient le partage de la Syrie entre les Britanniques et les Français. En 1918, toute la région est conquise par les forces britanniques du général Edmund Allenby, appuyées par les volontaires arabes du chérif Fayçal : à l'issue de la bataille de Damas, la 4e armée ottomane évacue la ville. Les vainqueurs entrent à Damas le 1er octobre.
Le 8 mars 1920, le Congrès national syrien, rassemblant les nationalistes arabes, vote la création d'un royaume arabe de Syrie regroupant les vilayets d'Alep, Beyrouth, Jérusalem et Syrie avec le prince hachémite Fayçal Ier pour roi. Mais, le 25 avril 1920, le traité de Sèvres partage la région entre un mandat britannique de Palestine et un mandat français sur la Syrie et le Liban, la limite coupant une partie du vilayet de Syrie. En juillet 1920, l'armée française du général Gouraud bat les partisans du roi Fayçal qui doit se réfugier en Irak. Damas passe sous administration française et devient le centre d'un éphémère État de Damas sous tutelle française qui sera réuni à la Syrie mandataire en 1925.

## Gouverneurs

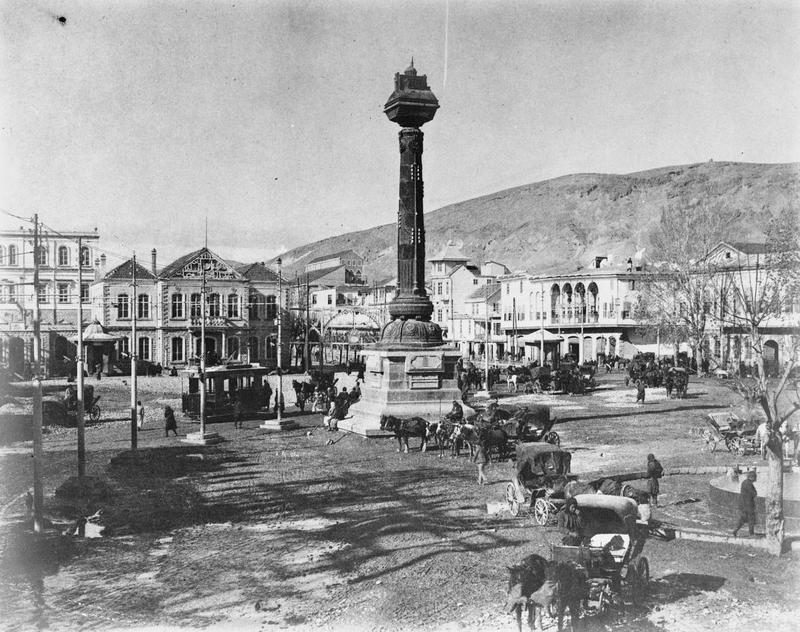
Damas : la gare du Hedjaz, 1908.

Liste des gouverneurs ottomans de Damas (en)
- Reshid Pacha (1865–1871)
- Subhi Pacha (1871–1873)
- Sherif Mehmed Re'uf Pacha (1873–1874)
- Esad Pacha (1874–1875)
- Ahmed Hamdi Pacha (1875–1876)
- Ahmed Pacha (1876–1877)
- Küçük Ömer Fevzi Pacha (1877–1878)
- Ali Haydar Midhat Pacha (1878–1879)
- Hamdi Pacha (1880–1885)
- Rashid Nashid Pacha (1885–1888)
- Manastirli Mehmed Nazif Pacha (1888–1889)
- Mustafa Asim Pacha (1889–1891)
- Topal Osman Nuri Pacha (1891–1892)
- Sherif Mehmed Rauf Pacha (1892–1894)
- Haçi Osman Nuri Pacha (1894–1895)
- Hasan Pacha II (1896–1897)
- Nazım Pacha (1897–1906)
- Shukri Pacha (1906–1909)
- Ismail Fazil Bey (1909–1911)
- Ismail Ghalib Bey (1911–1912)
- Kiazim Pacha (1912–1913)
- Arif Bey (1913)
- Mehmed Arif Bey Mardin (1914)
- Djemal Pacha (1915)
- Azmi Pacha (1915–1916)
- Tahsin Bey (1916–1918)
- Mehmed Gabriel Pacha (1918)
- Shukri Pacha (1–2 octobre 1918)

### Sources et bibliographie
- (en) Cet article est partiellement ou en totalité issu de l’article de Wikipédia en anglais intitulé « Syria Vilayet » (voir la liste des auteurs) dans sa version du 7 avril 2016.